# Cytaea fibula
Cytaea fibula là một loài nhện trong họ Salticidae.
Loài này thuộc chi Cytaea. Cytaea fibula được Lucien Berland miêu tả năm 1938.